# Gudiberg
La  Gudiberg  è la pista sciistica da slalom speciale, sita nella località di Partenkirchen nel comune di Garmisch-Partenkirchen (Germania), che ha ospitato numerose competizioni di sci alpino tra le quali i IV Giochi olimpici invernali di Garmisch-Partenkirchen 1936 e i Campionati mondiali di sci alpino del 1978 e del 2011.

## Storia
La prima importante gara disputata sulla Gudiberg è stata effettuata in occasione dei Giochi olimpici invernali di Garmisch-Partenkirchen 1936; in quella occasione i risultati dello slalom disputato sul tracciato di gara, assieme a quelli ottenuti nella discesa libera tenutasi sulla Kandahar, hanno assegnato le medaglie, maschili e femminili, l'unica medaglia in palio, ovvero quella della combinata, peraltro valida anche ai fini dei Campionati mondiali.
Dal 1954 ha ospitato anche numerose edizioni dell'Arlberg-Kandahar, classico trofeo dello sci alpino, è stata inserita nel 1974 nel circuito internazionale della Coppa del Mondo di sci alpino. In varie occasioni inoltre lo slalom della Gudiberg ha composto assieme alla discesa della Kandahar una combinata (o, più recentemente, supercombinata).
Sempre sulla Gudiberg si sono tenuti due edizioni del Mondiali, rispettivamente nel 1978 e 2011.
Il tracciato è stato modificato nel 2007 allungandone il percorso e l'arrivo; ulteriori ritocchi sono stati apportati in occasione dei mondiali del 2011.

## Coppa del Mondo

### Podi maschili
| Data             | Primo                | Secondo                                  | Terzo             |
| 5 gennaio 1974   | Christian Neureuther | Gustav Thöni                             | Hansjörg Schlager |
| 6 gennaio 1975   | Piero Gros           | Gustav Thöni                             | Fausto Radici     |
| 5 gennaio 1976   | Fausto Radici        | Piero Gros                               | Ingemar Stenmark  |
| 28 gennaio 1979  | Peter Lüscher        | Phil Mahre                               | Petăr Popangelov  |
| 11 gennaio 1981  | Steve Mahre          | Petăr Popangelov                         | Paul Frommelt     |
| 14 febbraio 1982 | Steve Mahre          | Phil Mahre                               | Paolo De Chiesa   |
| 13 gennaio 1992  | Patrice Bianchi      | Hubert Strolz                            | Alberto Tomba     |
| 9 gennaio 1993   | Alberto Tomba        | Thomas Stangassinger Kjetil André Aamodt |                   |
| 6 febbraio 1994  | Alberto Tomba        | Thomas Fogdö                             | Jure Košir        |
| 8 gennaio 1995   | Alberto Tomba        | Marc Girardelli                          | Yves Dimier       |
| 25 febbraio 2007 | Mario Matt           | Felix Neureuther                         | Benjamin Raich    |
| 9 febbraio 2008  | Reinfried Herbst     | Manfred Mölgg                            | Ivica Kostelić    |
| 1º febbraio 2009 | Manfred Mölgg        | Giorgio Rocca                            | Reinfried Herbst  |
| 13 marzo 2010    | Felix Neureuther     | Manfred Pranger                          | André Myhrer      |
| 26 febbraio 2022 | Henrik Kristoffersen | Loïc Meillard                            | Manuel Feller     |
| 27 febbraio 2022 | Henrik Kristoffersen | Dave Ryding                              | Linus Straßer     |
| 4 gennaio 2023   | Henrik Kristoffersen | Manuel Feller                            | Clément Noël      |

### Podi femminili
| Data             | Prima              | Seconda             | Terza                |
| 4 gennaio 1975   | Lise-Marie Morerod | Christa Zechmeister | Torill Fjeldstad     |
| 15 gennaio 1995  | Martina Ertl       | Deborah Compagnoni  | Gabriela Zingre-Graf |
| 14 gennaio 1996  | Urška Hrovat       | Elfi Eder           | Roberta Serra        |
| 18 febbraio 2001 | Janica Kostelić    | Christel Pascal     | Karin Köllerer       |
| 30 gennaio 2009  | Lindsey Vonn       | Maria Riesch        | Maruša Ferk          |
| 10 marzo 2010    | Marlies Schild     | Kathrin Zettel      | Maria Riesch         |